# Saint-Jurs
Saint-Jurs est une commune française, située dans le département des Alpes-de-Haute-Provence en région Provence-Alpes-Côte d'Azur.
Ses habitants sont appelés les Saint-Jursiens.

## Géographie

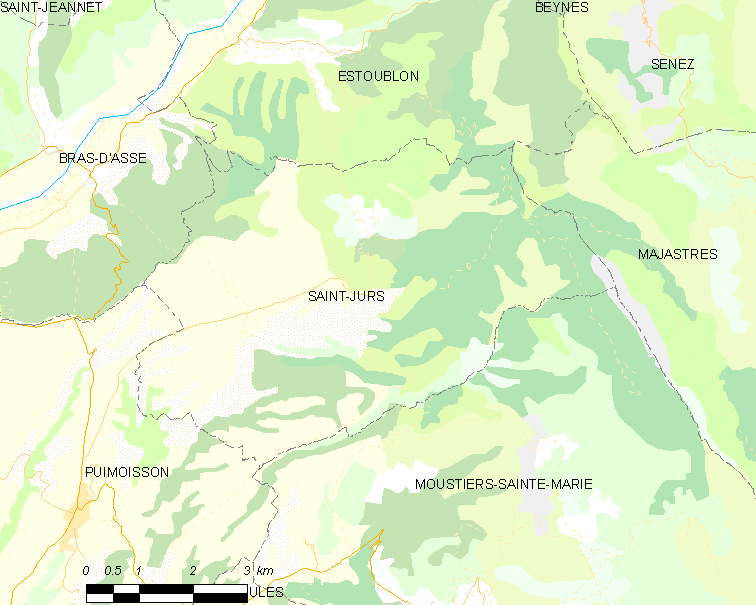
Saint-Jurs et les communes voisines (Cliquez sur la carte pour accéder à une grande carte avec la légende).

Le village est situé à 925 m d’altitude, dans le massif du Montdenier.

### Sommets et cols
- Sommet de l’Huby (1285 m)
- Mont-Denier (1750 m)
- col de Saint-Jurs (1318 m)

### Environnement

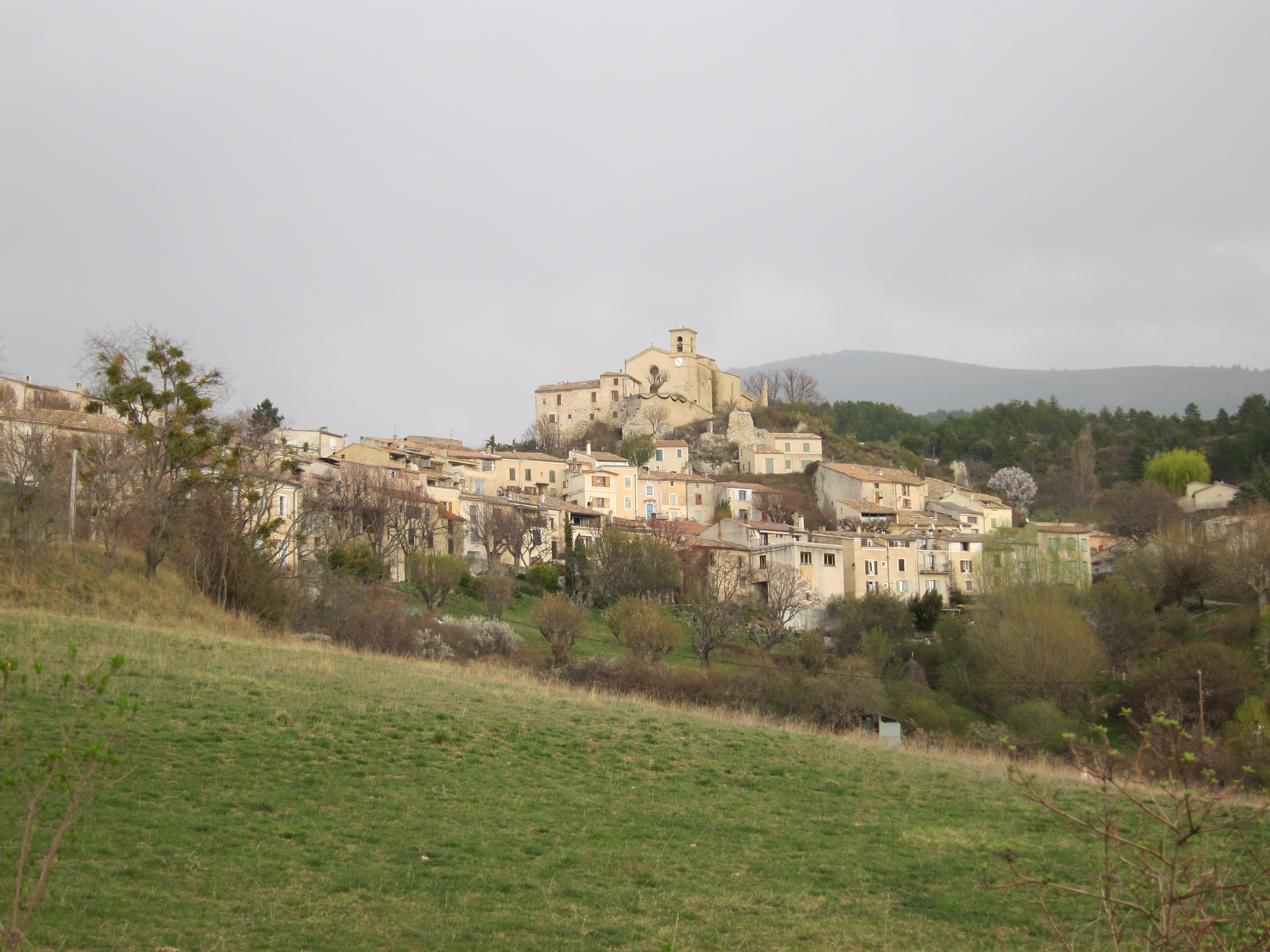
Le village, vue d'ensemble.

La commune compte 1 001 ha de bois et forêts, soit 30 % de sa superficie.

### Risques majeurs
Aucune des 200 communes du département n’est en zone de risque sismique nul. Le canton de Moustiers-Sainte-Marie, auquel appartient Saint-Jurs est en zone 1b (sismicité faible) selon la classification déterministe de 1991, basée sur les séismes historiques, et en zone 3 (risque modéré) selon la classification probabiliste EC8 de 2011. La commune de Saint-Jurs est également exposée à trois autres risques naturels :
- feu de forêt ;
- inondation ;
- mouvement de terrain : des secteurs importants de la commune sont concernés par un aléa moyen à fort[4].

La commune de Saint-Jurs n’est exposée à aucun des risques d’origine technologique recensés par la préfecture.

### Climat
Pour des articles plus généraux, voir Climat de Provence-Alpes-Côte d'Azur et Climat des Alpes-de-Haute-Provence.
En 2010, le climat de la commune est de type climat des marges montargnardes, selon une étude du Centre national de la recherche scientifique s'appuyant sur une série de données couvrant la période 1971-2000. En 2020, Météo-France publie une typologie des climats de la France métropolitaine dans laquelle la commune est exposée à un climat de montagne ou de marges de montagne et est dans la région climatique Alpes du sud, caractérisée par une pluviométrie annuelle de 850 à 1 000 mm, minimale en été.
Pour la période 1971-2000, la température annuelle moyenne est de 10,3 °C, avec une amplitude thermique annuelle de 16,9 °C. Le cumul annuel moyen de précipitations est de 876 mm, avec 6,7 jours de précipitations en janvier et 4,3 jours en juillet. Pour la période 1991-2020, la température moyenne annuelle observée sur la station météorologique installée sur la commune est de 12,6 °C et le cumul annuel moyen de précipitations est de 828,9 mm. 
La température maximale relevée sur cette station est de 38 °C, atteinte le 28 juin 2019 ; la température minimale est de −16,5 °C, atteinte le 13 février 2010,,.
| Mois                                  | jan.        | fév.           | mars          | avril         | mai           | juin        | jui.        | août         | sep.         | oct.          | nov.          | déc.         | année      |
| ------------------------------------- | ----------- | -------------- | ------------- | ------------- | ------------- | ----------- | ----------- | ------------ | ------------ | ------------- | ------------- | ------------ | ---------- |
| Température minimale moyenne (°C)     | 0,5         | 0              | 2,8           | 6             | 8,6           | 13          | 15,4        | 15,4         | 12           | 8,5           | 4,4           | 1,6          | 7,4        |
| Température moyenne (°C)              | 4,5         | 4,7            | 8,1           | 11,7          | 14,3          | 19          | 21,8        | 21,9         | 17,7         | 13,5          | 8,4           | 5,4          | 12,6       |
| Température maximale moyenne (°C)     | 8,4         | 9,4            | 13,4          | 17,3          | 20,1          | 24,9        | 28,3        | 28,4         | 23,5         | 18,4          | 12,4          | 9,1          | 17,8       |
| Record de froid (°C) date du record   | −9 17.01.17 | −16,5 13.02.10 | −5,5 15.03.13 | −3 03.04.22   | 0 01.05.17    | 5 01.06.11  | 8 14.07.16  | 7,5 31.08.10 | 1,1 27.09.20 | −3 28.10.12   | −7,5 27.11.10 | −10 18.12.10 | −16,5 2010 |
| Record de chaleur (°C) date du record | 19 01.01.22 | 21 27.02.19    | 23,5 17.03.14 | 27,5 08.04.11 | 29,8 22.05.22 | 38 28.06.19 | 36 08.07.17 | 38 03.08.17  | 31 04.09.16  | 28,5 08.10.23 | 22 08.11.15   | 21 31.12.21  | 38 2019    |
| Précipitations (mm)                   | 50,4        | 41,4           | 50,6          | 78,6          | 84,9          | 71,4        | 47,2        | 51,3         | 86,5         | 96,3          | 108           | 62,3         | 828,9      |

| Diagramme climatique                                  |          |             |           |             |            |              |              |            |             |            |            |
| J                                                     | F        | M           | A         | M           | J          | J            | A            | S          | O           | N          | D          |
| 8,40,550,4                                            | 9,4041,4 | 13,42,850,6 | 17,3678,6 | 20,18,684,9 | 24,91371,4 | 28,315,447,2 | 28,415,451,3 | 23,51286,5 | 18,48,596,3 | 12,44,4108 | 9,11,662,3 |
| Moyennes : • Temp. maxi et mini °C • Précipitation mm |          |             |           |             |            |              |              |            |             |            |            |

Les paramètres climatiques de la commune ont été estimés pour le milieu du siècle (2041-2070) selon différents scénarios d'émission de gaz à effet de serre à partir des nouvelles projections climatiques de référence DRIAS-2020. Ils sont consultables sur un site dédié publié par Météo-France en novembre 2022.

## Urbanisme

### Typologie
Au 1er janvier 2024, Saint-Jurs est catégorisée commune rurale à habitat dispersé, selon la nouvelle grille communale de densité à 7 niveaux définie par l'Insee en 2022.
Elle est située hors unité urbaine et hors attraction des villes,.

### Occupation des sols
L'occupation des sols de la commune, telle qu'elle ressort de la base de données européenne d’occupation biophysique des sols Corine Land Cover (CLC), est marquée par l'importance des forêts et milieux semi-naturels (61 % en 2018), une proportion identique à celle de 1990 (61 %). La répartition détaillée en 2018 est la suivante : 
forêts (40,4 %), terres arables (27,9 %), milieux à végétation arbustive et/ou herbacée (17,3 %), zones agricoles hétérogènes (11,1 %), espaces ouverts, sans ou avec peu de végétation (3,3 %).
L'évolution de l’occupation des sols de la commune et de ses infrastructures peut être observée sur les différentes représentations cartographiques du territoire : la carte de Cassini (XVIIIe siècle), la carte d'état-major (1820-1866) et les cartes ou photos aériennes de l'IGN pour la période actuelle (1950 à aujourd'hui).

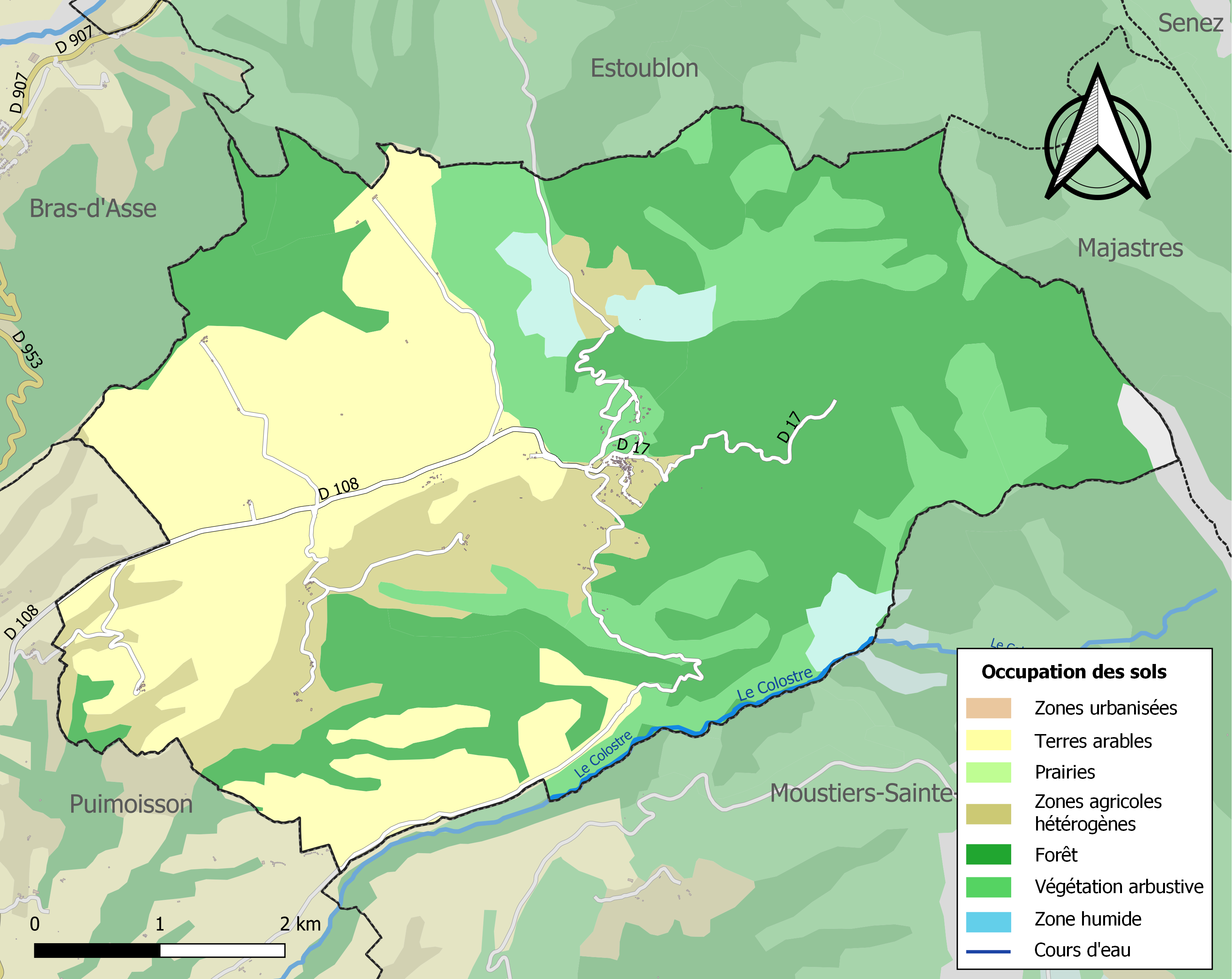
Carte de l'occupation des sols de la commune en 2018 (CLC).

### Planification de l'aménagement
La commune de Saint-Jurs a approuvé son plan local d'urbanisme (PLU) en 2014. La révision de ce PLU, décidée en 2016 par la commune, est arrêtée en septembre 2019. Cette révision intègre des modifications de zonage, la création d'une OAP pour la création de cinq villas et de logements mitoyens à l'entrée du village et la possibilité de construire dans les ruines du château. Une enquête publique s'est tenue entre le 15 septembre et le 14 octobre 2020. Une vive opposition au projet a eu lieu au sein du village. Deux pétitions ont recueilli plusieurs centaines de signatures.[réf. nécessaire], Dans ce contexte, le commissaire enquêteur rend un avis défavorable au projet, tant sur la forme, que sur le fond.
Le 14 décembre 2020, la commune approuve ce PLU révisé.[réf. nécessaire] Plusieurs recours au Tribunal Administratif de Marseille ont été déposés par des associations et des citoyens contre l'approbation de ce PLU.

## Économie
Plusieurs secteurs économiques sont présents sur la commune de Saint-Jurs.
Un snack-bar est présent sur la place Bellevue du village.

## Toponymie
Le nom du village apparaît pour la première fois en 1096 (castrum Sancti Georgii) ; il est nommé d’après saint Georgius sous sa forme occitane, qui a été déformée par la suite. Cette évolution est confirmée par Robert Bailly. La commune se nomme Sant Jurs en occitan provençal.

## Histoire
Un cimetière gallo-romain a été découvert, jouxtant le cimetière actuel. La localité, dont le nom est une déformation de Saint Georges, est citée en 1259 dans les chartes pour la première fois (Sanctus Georgius). Un château y était construit sur le sommet de l’Huby (1285 m). La baronnie appartient aux Castellane du XIVe siècle à la Révolution française, la communauté relève de la viguerie de Moustiers et la paroisse dépend d’abord de l’évêque de Riez Augier, qui donne un quart des dîmes à l’abbaye de Montmajour en 1096. Puis un de ses successeurs, Foulque II de Caille, donne la paroisse à une de ses fondations, à Sorps (établie en 1255 à Bauduen), composée d’une communauté de chanoines augustiniens, d’un couvent de moniales et d’un hospice. Ce monastère crée une prévôté à Saint-Jurs.
Mathieu de Lenenao (Levens), noble, originaire de Saint-Jurs et coseigneur de ce lieu, acheta en 1323, une terre à Saint-Jurs. En 1340, il échangea avec Isnard de Sancto-Martino, coseigneur de Saint-Jurs, des biens situés dan ce même endroit.
Alors que la crise des XIVe et XVe siècles décime la communauté villageoise (près de 90 % de perte entre 1315 et 1471), le monastère de Sorps n’est pas épargné, et les derniers chanoines viennent se réfugier à Saint-Jurs en 1433, jusqu’à la suppression de la prévôté en 1499.
Les reliques de saint Nicaise et Restitut ont été découvertes en 1640 lors de travaux dans l’église, avant d’être à nouveau enfermées dans le mur.
Durant la Révolution, la commune compte une société patriotique, créée après la fin de 1792. Pour suivre le décret de la Convention du 25 vendémiaire an II invitant les communes ayant des noms pouvant rappeler les souvenirs de la royauté, de la féodalité ou des superstitions, à les remplacer par d'autres dénominations, la commune change de nom pour Bellevue.
Le coup d'État du 2 décembre 1851 commis par Louis-Napoléon Bonaparte contre la Deuxième République provoque un soulèvement armé dans les Basses-Alpes, en défense de la Constitution. Après l’échec de l’insurrection, une sévère répression poursuit ceux qui se sont levés pour défendre la République : 18 habitants de Saint-Jurs sont traduits devant la commission mixte, la majorité étant condamnés à la déportation en Algérie.
Comme de nombreuses communes du département, Saint-Jurs se dote d’une école bien avant les lois Jules Ferry : en 1863, elle en possède déjà une qui dispense une instruction primaire aux garçons, au chef-lieu. La même instruction n’est donnée aux filles, bien que la loi Falloux (1851) n’impose l’ouverture d’une école de filles qu’aux communes de plus de 800 habitants. La commune profite des subventions de la deuxième loi Duruy (1877) pour construire une école neuve.

## Héraldique
| Blason de Saint-Jurs | Blason  | D'azur à un saint Georges d'or perçant de sa lance un dragon abattu au pied de son cheval du même,.                    |
| Blason de Saint-Jurs | Détails | Armes parlantes. Saint-Jurs signifie Saint-Georges en dialecte local. Le statut officiel du blason reste à déterminer. |

## Politique et administration

### Liste des maires
| Période                                  | Période  | Identité          | Étiquette      | Qualité |
| ---------------------------------------- | -------- | ----------------- | -------------- | ------- |
| Les données manquantes sont à compléter. |          |                   |                |         |
| mai 1945                                 |          | Jean Chauvet      |                |         |
| mars 1987                                |          | Albert Escudier   | DVG ,          |         |
| avant 2005                               | 2014     | Michel Favre      | DVG,           |         |
| avril 2014                               | En cours | Danielle Urquizar | sans étiquette |         |

L'école est construite en 1885. Dans les années 1980, elle fonctionnait en classe unique.

### Budget et fiscalité 2015
En 2015, le budget de la commune était constitué ainsi :
- total des produits de fonctionnement : 227 000 €, soit 1 516 € par habitant ;
- total des charges de fonctionnement : 193 000 €, soit 1 288 € par habitant ;
- total des ressources d’investissement : 506 000 €, soit 3 375 € par habitant ;
- total des emplois d’investissement : 189 000 €, soit 1 259 € par habitant.
- endettement : 357 000 €, soit 2 382 € par habitant.

Avec les taux de fiscalité suivants :
- taxe d’habitation : 5,47 % ;
- taxe foncière sur les propriétés bâties : 15,69 % ;
- taxe foncière sur les propriétés non bâties : 59,68 % ;
- taxe additionnelle à la taxe foncière sur les propriétés non bâties : 0,00 % ;
- cotisation foncière des entreprises : 0,00 %.

### Intercommunalité
Saint-Jurs était, en 2011, l'une des treize communes du département à n'être rattachée à aucun établissement public de coopération intercommunale (EPCI) à fiscalité propre. À la suite du schéma départemental de coopération intercommunale de 2011 établi par la préfecture, prévoyant « la couverture intégrale du territoire par des EPCI à fiscalité propre », la commune fait partie, depuis 2013 et jusqu'en 2016, de la communauté de communes Asse Bléone Verdon ; et depuis le 1er janvier 2017, de la communauté d'agglomération Provence-Alpes Agglomération.

## Démographie
L'évolution du nombre d'habitants est connue à travers les recensements de la population effectués dans la commune depuis 1765. Pour les communes de moins de 10 000 habitants, une enquête de recensement portant sur toute la population est réalisée tous les cinq ans, les populations de référence des années intermédiaires étant quant à elles estimées par interpolation ou extrapolation. Pour la commune, le premier recensement exhaustif entrant dans le cadre du nouveau dispositif a été réalisé en 2008.

En 2022, la commune comptait 137 habitants, en évolution de −0,72 % par rapport à 2016 (Alpes-de-Haute-Provence : +2,84 %, France hors Mayotte : +2,11 %).
| 1765 | 1793 | 1800 | 1806 | 1821 | 1831 | 1836 | 1841 | 1846 |
| ---- | ---- | ---- | ---- | ---- | ---- | ---- | ---- | ---- |
| 431  | 452  | 496  | 427  | 514  | 564  | 535  | 490  | 475  |

| 1851 | 1856 | 1861 | 1866 | 1872 | 1876 | 1881 | 1886 | 1891 |
| ---- | ---- | ---- | ---- | ---- | ---- | ---- | ---- | ---- |
| 457  | 430  | 451  | 427  | 382  | 402  | 412  | 403  | 317  |

| 1896 | 1901 | 1906 | 1911 | 1921 | 1926 | 1931 | 1936 | 1946 |
| ---- | ---- | ---- | ---- | ---- | ---- | ---- | ---- | ---- |
| 358  | 309  | 287  | 275  | 217  | 192  | 178  | 170  | 120  |

| 1954 | 1962 | 1968 | 1975 | 1982 | 1990 | 1999 | 2006 | 2008 |
| ---- | ---- | ---- | ---- | ---- | ---- | ---- | ---- | ---- |
| 105  | 102  | 85   | 86   | 115  | 121  | 151  | 155  | 156  |

| 2013 | 2018 | 2022 | - | - | - | - | - | - |
| ---- | ---- | ---- | - | - | - | - | - | - |
| 144  | 138  | 137  | - | - | - | - | - | - |

| 1315     | 1471    |
| -------- | ------- |
| 121 feux | 18 feux |

L’histoire démographique de Saint-Jurs, après la grande saignée du XIVe siècle et la lente croissance allant de la fin du XVe siècle aux années 1830, est marquée par une période d’« étale » où la population reste stable à un niveau élevé. Cette période dure de 1811 à 1841. L’exode rural provoque un mouvement de diminution de longue durée. En 1921, la commune enregistre la perte de la moitié de sa population de 1831. Le petit pic de population en 1896 est contemporain des travaux de construction de la ligne de chemin de fer de Nice à Digne.
La baisse continue jusqu’aux années 1970, période où le mouvement s’inverse.

## Lieux et monuments

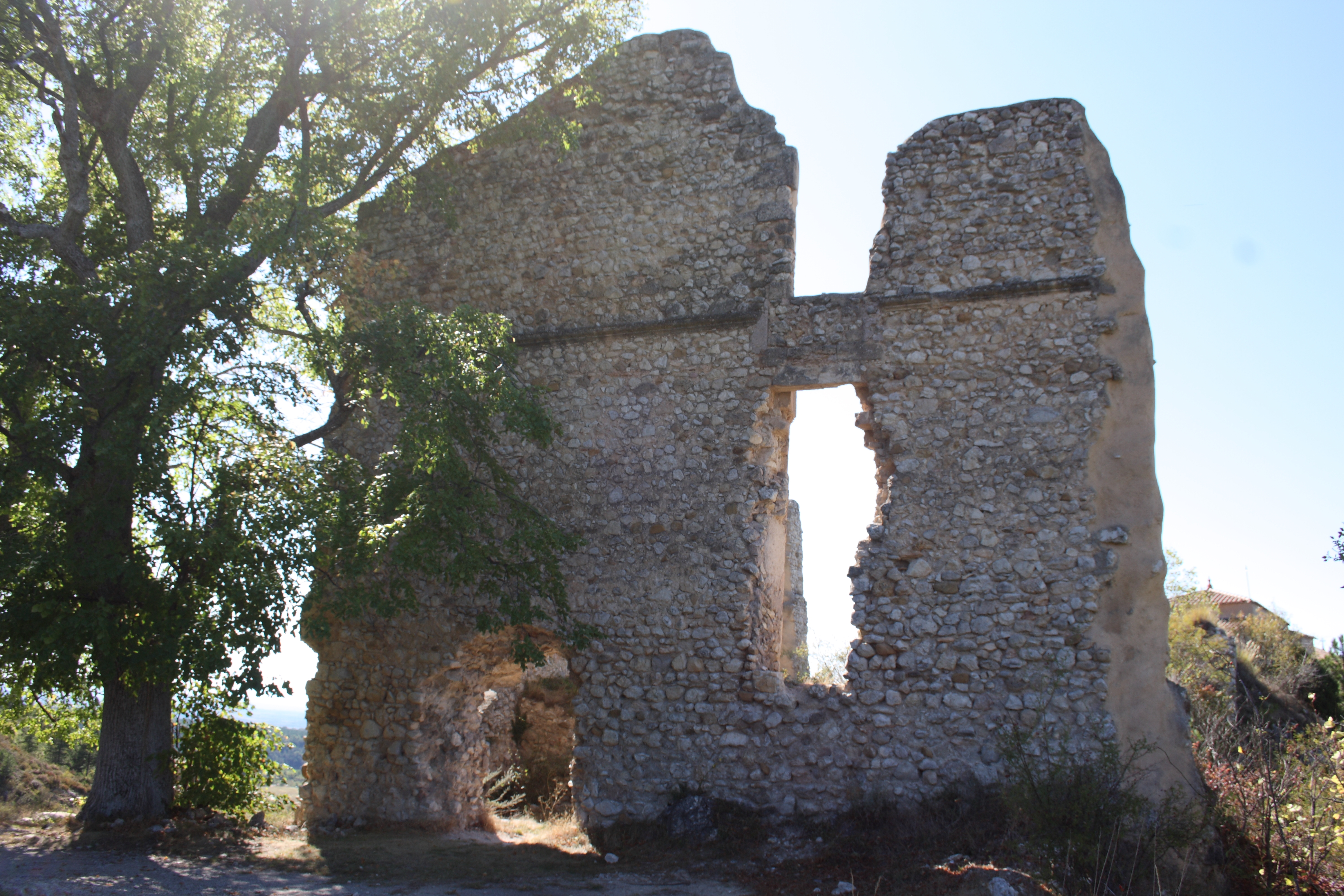
Ruines monumentales à Saint-Jurs.

L’église paroissiale Saint-Georges domine le village et le plateau de Valensole. Son chœur est construit sous une coupole, datant du milieu du XIIe siècle, et revoûté au XIVe siècle. La nef est construite à une date plus récente (XIIIe siècle) : elle est plus large, n’est pas située dans le même axe que le chœur. Elle est réparée en 1640. Dans son mobilier se trouve un tableau représentant saint Joseph, de la première moitié du XVIIIe siècle, est classé monument historique au titre objet,.

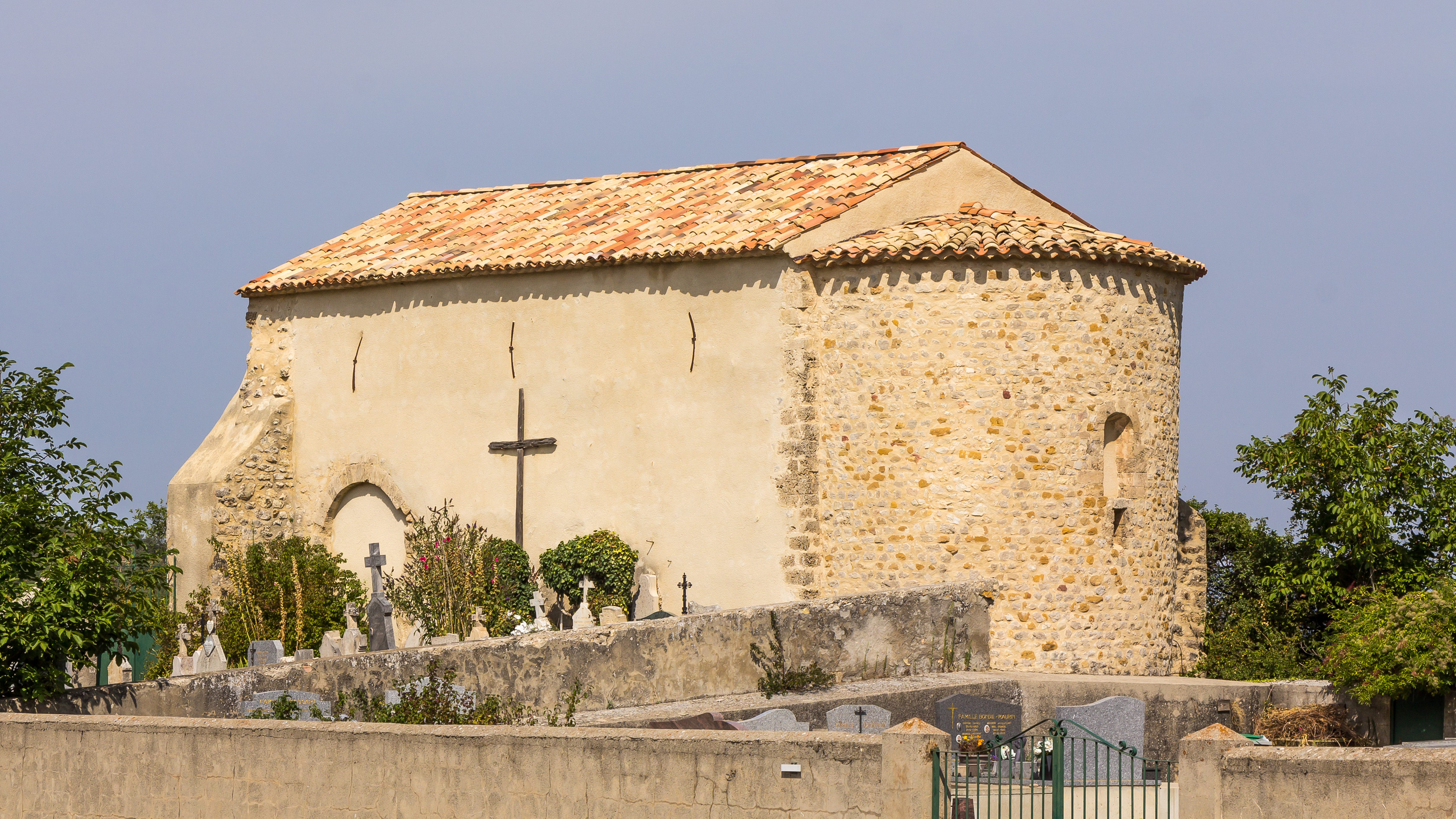
Chapelle Saint-Georges.

La chapelle Saint-Georges dans le cimetière, avec une nef de trois travées voûtées d’un faux berceau au XVIIIe siècle et une abside voûtée en cul-de-four. Originellement, l’entrée se faisait par le portail sud, aujourd’hui bouché. Le mur sud et l’abside, en petit appareil régulier et en galets, datent du début du XIIe siècle. Outre la reconstruction de la voûte, la chapelle a été restaurée en 1978 puis à nouveau en 1989.
- Le château d’Allès date des XVIe et XVIIe siècles[24].
- château en ruines
- village médiéval d’Alès, en ruines

## Personnalités liées à la commune
- Robert Bouvier (né en 1941), auteur du Parler marseillais : dictionnaire, du Parler marseillais : dictionnaire argotique, d’Origine des quartiers de Marseille et de "Tresse d'aïet, ma mère"[57].